# Cambuci
Cambuci is een gemeente in de Braziliaanse deelstaat Rio de Janeiro. De gemeente telt 14.772 inwoners (schatting 2009).
De gemeente grenst aan Aperibé, Italva, Itaocara, Itaperuna, Santo Antônio de Pádua, São Fidélis en São José de Ubá.